# 老人福祉法
老人福祉法（ろうじんふくしほう、昭和38年7月11日法律第133号、英語: Act on Social Welfare for the Elderly）は、老人の福祉に関する原理を明らかにするとともに、老人に対し、その心身の健康の保持及び生活の安定のために必要な措置を講じ、もって老人の福祉を図ることに関する法律である。
社会福祉六法の1つ。1963年7月11日に公布された。老人に関する単独の法律としては世界初のものである。
1972年（昭和47年）6月16日に、「老人福祉法」が一部改正（1973年〈昭和48年〉1月施行）され、70歳以上の老人保健費の公費負担（老人医療費無料化）が行われた。
1982年（昭和57年）8月17日に「老人保健法」が公布（1983年〈昭和58年〉2月施行）され、老人医療費無料化が廃止された。

## 構成
- 第一章　総則（第一条―第十条の二）
- 第二章　福祉の措置（第十条の三―第十三条の二）
- 第三章　事業および施設（第十四条―第二十条の七の二）
- 第三章の二　老人福祉計画（第二十条の八―第二十条の十一）
- 第四章　費用（第二十一条―第二十八条）
- 第四章の二　指定法人（第二十八条の二―第二十八条の十四）
- 第四章の三　有料老人ホーム（第二十九条―第三十一条の四）
- 第五章　雑則（第三十二条―第三十七条）
- 第六章　罰則（第三十八条―第四十三条）
- 附則

## 目的・理念

### 目的
老人福祉法の目的は「老人の福祉に関する原理を明らかにするとともに、老人に対し、その心身の健康の保持及び生活の安定のために必要な措置を講じ、もって老人の福祉を図ること」である（第1条）。

### 基本的理念
老人福祉法の基本的理念は、法第2条・第3条において、「老人は、多年にわたり社会の進展に寄与してきた者として、かつ、豊富な知識と経験を有する者として敬愛されるとともに、生きがいを持てる健全で安らかな生活を保障される」（第2条）、「老人は、その希望と能力とに応じ、適当な仕事に従事する機会その他社会的活動に参加する機会を与えられるものとする」（第3条第2項）と定められている。
本法では「老人」の定義がなされていないが、高齢者の「心身の健康の保持」と「生活の安定」の両面から高齢者の生きがいや社会的活動への参加、仕事への従事等の機会を提供することにより、社会全体で高齢者福祉の向上を目指すものであることが示されている。

## 主な内容

### 老人福祉増進の責務
本法は、国及び地方公共団体に対し、「老人の福祉を増進する責務を有する」（第4条第1項）旨を定め、また、老人福祉に関わる施策を通じて「基本的理念が具現されるように配慮しなければならない」（第4条第2項）としている。また、事業者に対しても責務があるとし、「老人の生活に直接影響を及ぼす事業を営む者は、その事業の運営に当たっては、老人の福祉が増進されるように努めなければならない」（第4条第3項）としている。

### 老人の日および老人週間
「国民の間に広く老人の福祉についての関心と理解を深め、老人に対して自らの生活の向上に努める意欲を促すため、老人の日及び老人週間を設ける」（第5条）として、「老人の日」を9月15日、「老人週間」を9月15日～同月21日までと定めた。なお1966年に国民の祝日に関する法律が改正され、9月15日は国民の祝日「敬老の日」に指定された。

### 事業および施設
老人福祉法では、老人居宅生活支援事業（第5条の2第1項）および老人福祉施設（第5条の3）について、以下の通り規定している。

#### 老人居宅生活支援事業
- 老人居宅介護等事業　（第5条の2第2項）
- 老人デイサービス事業（第5条の2第3項）
- 老人短期入所事業　（第5条の2第4項）
- 小規模多機能型居宅介護事業　（第5条の2第5項）
- 認知症対応型老人共同生活援助事業（第5条の2第6項）
- 複合型サービス福祉事業（第5条の2第7項）

国および都道府県以外の者は、都道府県知事に届け出ることによって、上記の老人居宅生活支援事業を行うことができる（第14条）。

#### 老人福祉施設
- 老人デイサービスセンター（第20条の3）
- 老人短期入所施設（第20条の4）
- 養護老人ホーム（第20条の5）
- 軽費老人ホーム（第20条の6）
- 老人福祉センター（第20条の7）
- 老人介護支援センター（第20条の7の2）
  - 都道府県は、上記の老人福祉施設を設置することができる（第15条第1項）。
  - 国および都道府県以外の者は、都道府県知事に届け出ることによって、老人デイサービスセンター、老人短期入所施設、老人介護支援センターを設置することができる（第15条第2項）。
  - 市町村および地方独立行政法人は、都道府県知事への届け出により、養護老人ホームまたは特別養護老人ホームを設置することが出来る（第15条第3項）。
  - 社会福祉法人は、都道府県知事の認可を受けることにより、養護老人ホームまたは特別養護老人ホームを設置することが出来る（第15条第4項）。
  - 国および都道府県以外の者は、社会福祉法の定めるところにより、軽費老人ホームまたは老人福祉センターを設置することが出来る（第15条第5項）。

### 保健所および民生委員の協力
保健所は、老人福祉施設等に対して栄養の改善その他衛生に関する事項について必要な協力を行う（第8条）。民生委員は、老人福祉法の施行について、市町村長、福祉事業所長または社会福祉主事の事務の執行に協力する（第9条）。

### 老人福祉計画
老人福祉法では、市町村および都道府県に対して老人福祉計画を定めるよう求めている（第20条の9）。
市町村老人福祉計画
市町村が、老人居宅生活支援事業および老人福祉事業の供給体制を確保することを目的として策定する計画（第20条の8第1項）。日常生活に支障のある高齢者の人数、その障害の状況や養護の実態などの事情を勘案して作成するように努めることとされる（第20条の8第6項）。
本計画は当該市町村に在住する高齢者を対象とした保健福祉事業全般に関わる計画であるため、介護保険法に規定されている「市町村介護保険事業計画」と一体のものとして作成しなければならない（第20条の8第7項）。
- 市町村は義務として[5]、本計画において、当該区域における老人福祉事業の量的目標を定めることとされる（第20条の8第2項）。
- 市町村は努力義務として[5]、本計画において「老人福祉事業の量の確保のための方策」、ないし「老人福祉事業に従事する者の確保及び資質の向上並びにその業務の効率化及び質の向上のために講ずる都道府県と連携した措置」を定めるよう努める。

都道府県老人福祉計画
都道府県が、市町村老人福祉計画の達成を支援するため、各市町村を通ずる広域的な見地から、老人福祉事業の供給体制を確保することを目的として策定する計画（第20条の9第1項）。
本計画は当該都道府県に在住する高齢者を対象とした保健福祉事業全般に関わる計画であるため、介護保険法に規定されている「都道府県介護保険事業支援計画」と一体のものとして作成しなければならない（第20条の9第5項）。
- 都道府県は義務として、本計画において、当該区域における養護老人ホーム及び特別養護老人ホームの必要入所定員総数、その他老人福祉事業の量的目標を定めることとされる（第20条の9第2項）。
- 都道府県は努力義務として、本計画において「老人福祉施設の整備及び老人福祉施設相互間の連携のために講ずる措置」、ないし「老人福祉事業に従事する者の確保及び資質の向上並びにその業務の効率化及び質の向上のために講ずる都道府県と連携した措置」を定めるよう努める（第20条の9第3項）。

## 制定の背景
終戦直後の日本の福祉政策は困窮者対策を中心としており、高齢者問題は当時は貧困問題全般における一部分として扱われていたに過ぎなかった。
民法は1947年12月、同年5月に施行された日本国憲法の基本原理に基づいて、家制度の廃止（家・戸主の廃止、家督相続の廃止と均分相続の確立）を中核とした抜本的な改正が行われた。このことは、当時すでに高齢者となっていた人々に、老後の生活保障に対する不安をもたらした。とりわけ、自身が高齢者になれば今度は自分が家に扶養してもらえるであろうという期待のもと、家制度下で嫁として家に仕えてきた女性にとっては、その期待が裏切られる形となった。さらに、「女子、高年令者、年少者ハ能フ限リ男子青壮年者ヲ以テ代替スルコト」が内閣次官会議での要望事項とされるなど、政府は戦地から引き揚げてきた男子青壮年者の職を確保することにまず注力したが、結果として高齢者は戦時中に従事していた職を追われることになった。
終戦直後に福祉政策上の大きな課題となっていた社会的混乱と経済的貧困とが落ち着いた1950年代以降も、こうした老人問題は解決されなかった。むしろ高齢者人口の増加、核家族化の進行、老人に対する扶養意識の減退により、独居老人や寝たきり老人の問題は顕在化した。高齢者の就業困難、親族による高齢者扶養の困難、住宅事情の悪さ、高齢者自殺の多さといった諸問題を背景に、1950年ごろから各地で自然発生的に老人クラブの活動が行われるようになった。1947年には、兵庫県野間谷村（現多可町）が9月15日を「としよりの日」と定め、敬老行事を行った。また中央社会福祉協議会（現全国社会福祉協議会）も1951年以降、9月15日～21日までを「としよりの福祉週間」と定め行事を実施した。この「としよりの日」は、老人福祉法に定められた「老人の日」の源流となっている。
1949年11月に開催された全国養老事業大会では、「老人福祉に関する法律制定の要請の件」が提出された。1947年に児童福祉法が制定され、身体障害者福祉法制定への機運も高まっていた当時の状況を背景に、老人についてもこれらに準じた福祉法の制定を要望するものであった。全国養老事業協議会（現・全国老人福祉施設協議会）では毎年、養老年金の制定と老人福祉法の制定とを重要な議題として取り上げ、厚生省および衆議院・参議院への要請や陳情を繰り返し行っていた。
1955年2月に神奈川県の養老施設「聖母の家」で発生した火災では、99人が死亡した。この出来事は行政や一般の人々に養老施設の実態と高齢者問題を考えさせる契機を与えたとされる。全国養老事業協議会は1956年、「養老年金、養老施設、低額老人ホーム、老人クラブなど、老人福祉諸施策を内容とする老人福祉法を制定して、早期に実施する」ことを政府に要望する決議を採択した。
老人福祉法制定への機運は国民年金法制定をきっかけにさらに高まった。池田内閣期には自民党に社会保障調査会が設置されていたが、1961年2月には、この自民党社会保障調査会に老齢部会が設けられた。初代老齢部会長には紅露みつが就任し、1961年11月に要綱（紅露試案）を発表した。同年10月には民主社会党も「老人福祉要綱」および「老人憲章（案）」を発表した。厚生省も1962年に入って老人福祉法の制定に本格的に動き始め、独自に法案を作成した。厚生省内での検討・審議および自民党との利害調整を経て、厚生省は1962年11月24日に「老人福祉法大綱」を発表し、翌1963年1月29日にはさらにこの大綱をもとにした「老人福祉法案の要綱」をまとめた。これが内閣法制局によって条文化され、1963年2月14日に第43回通常国会に提出された。

## 関連施設サービス

### 在宅福祉
ホームヘルプ、ショートステイ、デイサービス、グループホームなど。
但し、適用は介護保険法が優先される。

### 老人福祉施設
- 特別養護老人ホーム （介護老人福祉施設）
- 養護老人ホーム
- 軽費老人ホーム：ケアハウス、A型、B型
- 老人介護支援センター
- 老人福祉センター

### 高齢者向けの生活施設
- 有料老人ホーム